# Edificio de la Delegación de Hacienda (Albacete)
La Delegación de Hacienda es un edificio histórico de la ciudad española de Albacete ubicado en el centro de la capital.

## Historia
La Delegación de Hacienda se instaló en su origen en el convento de San Lorenzo Justiniano, en la plaza del Altozano, derribado en 1935.
El actual edificio fue construido entre 1943 y 1948, durante la dictadura de Francisco Franco, en la calle Francisco Fontecha de la capital albaceteña como sede de la Delegación de Hacienda del Gobierno de España en Albacete.

## Características
El edificio posee un lenguaje casticista articulado. Su arquitectura es monumental y representativa. Sigue el estilo de la arquitectura institucional del régimen franquista. Alberga la sede de la Delegación de Economía y Hacienda del Gobierno de España en Albacete.